# Disphericus
Disphericus is een geslacht van kevers uit de familie van de loopkevers (Carabidae). De wetenschappelijke naam van het geslacht werd in 1841 gepubliceerd door George Robert Waterhouse.

## Soorten
Het geslacht Disphericus omvat de volgende soorten:
- Disphericus alluaudi Basilewsky, 1938
- Disphericus benadirensis G.Muller, 1941
- Disphericus carinulatus Basilewsky, 1955
- Disphericus clavicornis Kolbe, 1895
- Disphericus conradti Kolbe, 1895
- Disphericus deplanatus G.Muller, 1949
- Disphericus gambianus G.R.Waterhouse, 1842
- Disphericus insulanus Basilewsky, 1955
- Disphericus katangensis Burgeon, 1935
- Disphericus kolbei Alluaud, 1914
- Disphericus meneghettii G.Muller, 1949
- Disphericus multiporus Bates, 1886
- Disphericus quangoanus Quedenfeldt, 1883
- Disphericus rhodesianus Peringuey, 1904
- Disphericus silvestrii G.Muller, 1949
- Disphericus sulcostriatus Fairmaire, 1887
- Disphericus tarsalis Bates, 1886
- Disphericus zavattarii G.Muller, 1939